# 숩키딘 모드 살레
숩키딘 모드 살레(Subkhiddin Mohd Salleh, 1966년 11월 17일 ~ )는 말레이시아의 전직 축구 심판이다.

## 생애
페락주 파릿분타르(Parit Buntar) 출신으로 1995년에 말레이시아 슈퍼리그 심판으로 데뷔했다. 2000년에 국제 축구 연맹(FIFA)으로부터 국제 심판 자격을 취득했고 2001년 4월 23일에 열린 이라크와 네팔의 2002년 FIFA 월드컵 아시아 지역 예선 경기에서 국제 심판으로 데뷔했다.
캐나다에서 개최된 2007년 FIFA U-20 월드컵에서 파나마와 아르헨티나, 스코틀랜드와 코스타리카의 조별 예선 2경기, 칠레와 포르투갈의 16강전 경기의 주심을 맡았다. 2008년에는 아시아 축구 연맹(AFC)으로부터 엘리트 심판 자격을 취득했다. 남아프리카 공화국에서 개최된 2010년 FIFA 월드컵에서는 남아프리카 공화국과 멕시코의 개막전 경기, 세르비아와 가나, 브라질과 조선민주주의인민공화국, 슬로베니아와 미국, 브라질과 코트디부아르, 스페인과 온두라스, 미국과 알제리, 칠레와 스페인의 조별 예선 7경기에서 대기심을 맡았다.
2011년 4월에 정년 퇴직한 이후에 국제 축구 연맹에서 심판 강사로 활동했으며 교사로도 근무했다. 2021년 4월 6일에는 대한축구협회로부터 외국인 최초의 심판 수석 강사로 선임되어 2022년 1월까지 심판 교육, 육성 정책에 관한 지식을 전수하는 임무를 맡았다.

## 주요 활동 경력
- 2004년 AFC 아시안컵: 중국과 바레인의 조별 예선 경기, 일본과 요르단의 8강전 경기
- 2006년 FIFA 클럽 월드컵: 알아흘리와 인테르나시오나우의 준결승전 경기
- 2007년 FIFA U-20 월드컵: 파나마와 아르헨티나, 스코틀랜드와 코스타리카의 조별 예선 두 경기, 칠레와 포르투갈의 16강전 경기
- 2010년 FIFA 월드컵: 남아프리카 공화국과 멕시코의 개막전 경기, 세르비아와 가나, 브라질과 조선민주주의인민공화국, 슬로베니아와 미국, 브라질과 코트디부아르, 스페인과 온두라스, 미국과 알제리, 칠레와 스페인의 조별 예선 일곱 경기의 대기심